# Шосткинська районна рада
Шосткинська районна рада - орган місцевого самоврядування Шосткинського району Сумської області з центром у місті Шостка.
Шосткинській районній раді підпорядковано 1 селищна рада та 16 сільських рад, які об'єднують 36 населених пунктів. 

## Склад
До складу Охтирської районної ради входять 26 депутатів від 10 партій  :
- Всеукраїнське об'єднання «Батьківщина» - 5 депутатів
- Блок Петра Порошенка «Солідарність» - 4 депутати
- Радикальна партія Олега Ляшка — 3 депутати
- Політична партія «Українське об'єднання патріотів — УКРОП» — 3 депутати
- Політична партія "Рідне місто" — 3 депутати
- Партія "Опозиційний блок" — 2 депутати
- Політична партія "Воля народу" — 2 депутати
- Аграрна партія України — 2 депутати
- Партія "Відродження" — 1 депутат
- Політична партія "За Україну!" — 1 депутат

## Керівництво
Голова Шосткинської районної ради - ДОЛИНЯК  ВІКТОР  ОЛЕКСІЙОВИЧ